# Guš Ari'el
Guš Ari'el (hebrejsky גוש אריאל, doslova „Blok Ari'el“, podle zdejší hlavní osady Ari'el) je blok izraelských osad na Západním břehu Jordánu (v distriktu Judea a Samaří), rozkládající se mezi Zelenou linií a městem Ari'el, v prostoru západního Samařska. Jde o jeden z největších bloků osad, s populací (přesné územní vymezení kolísá) v řádu desítek tisíc lidí. Zároveň jde o geopoliticky kontroverzní území, protože zasahuje hluboko do vnitrozemí Západního břehu Jordánu. 

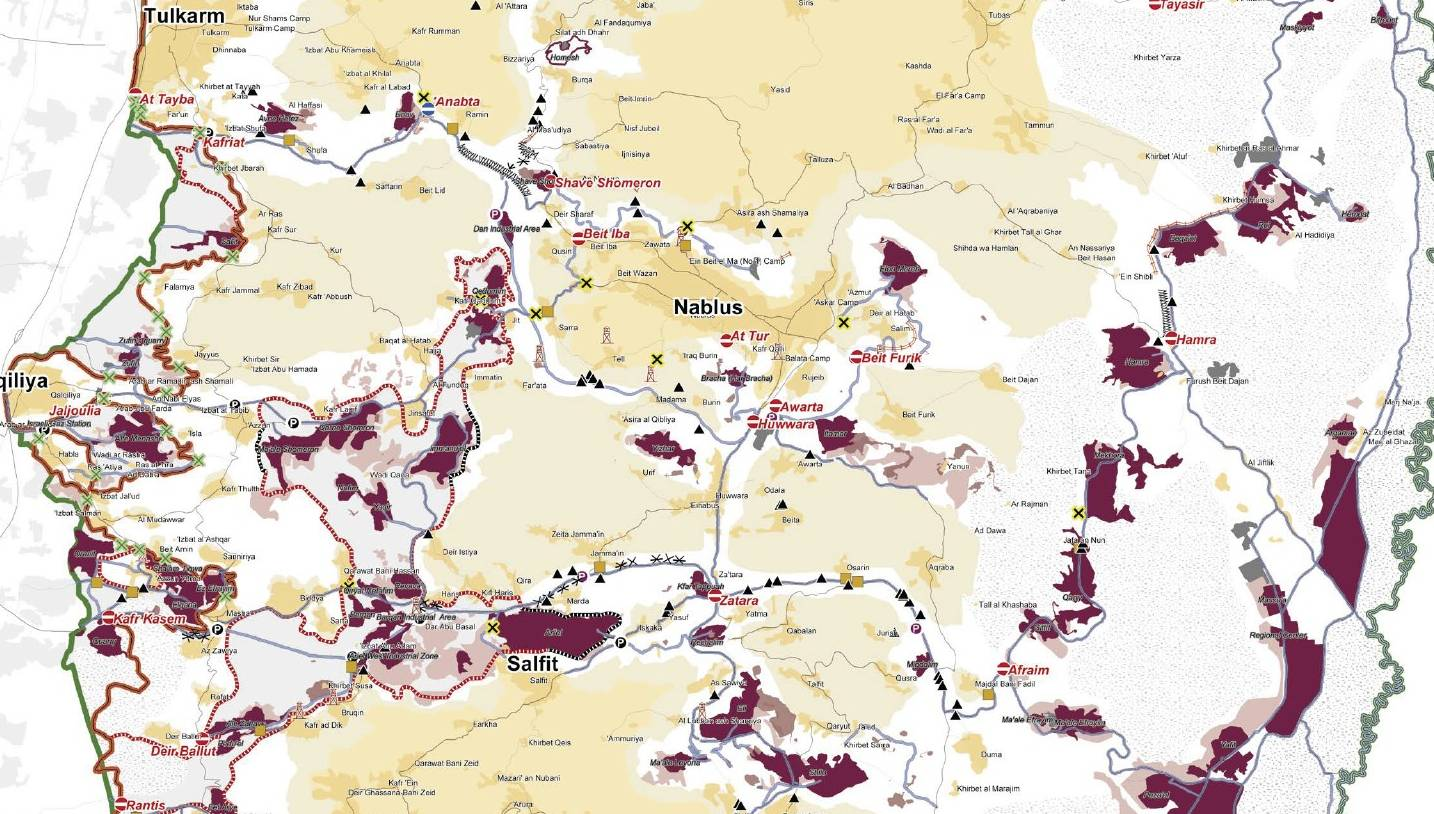
Mapa části Západního břehu Jordánu z roku 2006. V levé části blok Guš Ari'el. Blok je vymezen trasou plánované bezpečnostní bariéry. Na východě zahrnuje město Ari'el, na severovýchodě sahá k městu Kedumim. Židovské osady zakresleny červenou barvou, území palestinské autonomie žlutou. V střední části mapy jsou pak izolované židovské osady na hřebenu Samařské hornatiny. Vpravo jsou potom zakresleny plošně rozsáhlé (ale málo lidnaté) osady v polopouští krajině Jordánského údolí.

## Dějiny a geopolitický význam
Izraelské osady v bloku Guš Ari'el vznikaly od konce 70. let 20. století. První osidlovací vlna souvisela s aktivitami hnutí Guš emunim, které prosazovalo zřizování židovských vesnic i v hornatém vnitrozemí Samařska. Takto vznikla osada Kedumim. Koncem dekády pak vzniklo nynější město Ari'el, které se dlouhodobě profiluje jako sídlo městského typu hrající střediskovou roli pro okolní osady. Během 80. a 90. let se zdejší sídelní síť dotvořila a vzniklo zde větší množství osad, některé z nich nabyly charakteru menších měst. Počátkem 21. století pak tyto osady zvětšovaly svou populaci a některé z nich se rozrůstaly o nové satelitní čtvrti nebo provizorní odlehlá sídla (tzv. outposty). Naopak za očekáváním zůstal rozvoj osady Imanu'el, která byla v 80. letech koncipována jako velké sídlo městského typu, určené pro ultraortodoxní Židy, ale pro ekonomické a další obtíže byla realizována jen ve zlomku zamýšleného rozsahu a populačně stagnuje okolo úrovně 3 tisíc obyvatel.
Na dopravní síť Izraele je blok napojen pomocí silnice číslo 5, která vychází z aglomerace Tel Avivu k východu do města Ari'el a má charakter komunikace dálničního typu. Východozápadním směrem vede i silnice číslo 55, spojující menší města Karnej Šomron a Kedumim. Mezi jednotlivými osadami pak vedou další lokální silnice. 
Region Guš Ari'el je formálně územím pod vojenskou správou Izraele (oblast C Západního břehu Jordánu pod plnou kontrolou Izraele), které ale nebylo nikdy oficiálně anektováno (na rozdíl od Východního Jeruzaléma nebo Golanských výšin). Izraelské vlády nicméně podporují pokračující výstavbu ve zdejších osadách a zčásti tolerují i takovou výstavbu, která probíhá neregulovaně a zpětně bývá legalizována. 
Geopolitický význam bloku osad Guš Ari'el je v tom, že vytváří kontinuum židovského osídlení od Zelené linie až téměř po hřbet hornatiny Samařska, hluboko ve vnitrozemí Západního břehu. Z mnoha míst tohoto bloku se naskýtají panoramatické výhledy na podstatnou část pobřežní planiny (aglomerace Tel Avivu), například z vyhlídky Mirpeset šel ha-medina („balkon státu“) u osady Pedu'el. Existence lidnaté soustavy židovských osad v této části Západního břehu tak jednak rozšiřuje úzký pobřežní pás Izraele, kde je židovský stát v hranicích z doby před rokem 1967 široký místy jen necelých 15 kilometrů, jednak poskytují kontrolu nad strategickými výšinami nad hustě osídlenou pobřežní planinou a dále otevírají cestu k Jordánskému údolí, které tvoří východní linii obrany Izraele.
Tyto strategické a geopolitické důvody, kterými větší část izraelské společnosti a politické reprezentace argumentuje ve prospěch trvalé existence zdejšího bloku osad, ale zároveň zvýrazňují kontroverznost bloku Guš Ari'el. Mainstream izraelských politických stran ho sice označuje za území, které by v každém případě mělo zůstat i po případné dohodě s Palestinci pod izraelskou suverenitou, ale představitelé Palestinské autonomie opakovaně odmítají, že by v rámci případného jednání o konečném statusu mohl Izrael tento blok osad anektovat, protože by to prý narušilo územní kontinuitu zamýšleného palestinského státu, se všemi ekonomickými i dopravními komplikacemi.
Územní vymezení bloku Ari'el není přesně ustálené. Uváděná plocha kolísá od 80 do 122 kilometrů čtverečních. Některé zdroje ho definují v širším slova smyslu, jiné naopak úžeji, přičemž za samostatný blok považují Guš Karnej Šomron (severní část bloku Ari'el, zahrnující sídla podél silnice číslo 55). Osady Bruchin, Alej Zahav, Lešem a Pedu'el jsou někdy taky označovány za samostatný blok Guš Ma'arava.
Guš Ari'el měl být podle původních plánů z počátku 21. století zahrnut do Izraelské bezpečnostní bariéry (přičemž dle pozdějších verzí plánů na její výstavbu mělo jít vlastně o dva samostatné výběžky, probíhající východozápadním směrem, jeden k městu Ari'el, druhý k osadě Kedumim, mezi nimiž by nebylo přímé spojení). Bariéra ale zatím byla vybudována jen v úseku daleko blíže Zelené linii (z vlastního Izraele se tak do bloku Guš Ari'el vjíždí přes kontrolní stanoviště) a kromě toho vyrostla jen v krátkém úseku, v půlkruhu okolo samotného města Ari'el, jež tvoří nejzazší východní výspu tohoto bloku.
I v situaci politické a teritoriální nevyjasněnosti ale v prvních dvou dekádách 21. století prodělává blok Guš Ari'el setrvalý rozmach a postupně se integruje do ekonomického a veřejného života státu Izrael. Přispívají k tomu dvě velké průmyslové zóny (průmyslová zóna Barkan a průmyslová zóna Ariel) s tisíci pracovních míst, jakož i kapacitní silniční napojení bloku na aglomeraci Tel Avivu. Roku 2018 rozhodl izraelský ministr dopravy Jisra'el Kac o zahájení plánování výstavby tramvajové rychlodráhy, spojující aglomeraci Tel Avivu s osadou Ariel. Již roku 2012 byla dosavadní vyšší škola v Arielu povýšena na univerzitu, čímž se Arielská univerzita stala první vzdělávací institucí tohoto typu v izraelských osadách na Západním břehu. Univerzita na sebe váže další pracovní místa a několik tisíc zdejších studentů fakticky navyšuje populaci regionu. Rozvíjí se vinařství nebo turistický ruch, který využívá zejména přírodně atraktivní okolí kaňonu Nachal Kana s okolními osadami.

## Seznam sídel
| Jméno            | Počet obyvatel (r.2016)  | Rok založení | Status         | Fotografie |
| ---------------- | ------------------------ | ------------ | -------------- | ---------- |
| Alej Zahav       | 1643                     | 1982         | společná osada |            |
| Ari'el           | 19 220                   | 1978         | město          |            |
| Barkan           | 1798                     | 1981         | společná osada |            |
| Bejt Arje-Ofarim | 4842                     | 1981         | místní rada    |            |
| Bruchin          | 818                      | 1999         | společná osada |            |
| Chavat Ja'ir     | součást osady Jakir      | 2001         | společná osada |            |
| Imanu'el         | 3309                     | 1983         | místní rada    |            |
| Jakir            | 1901                     | 1981         | společná osada |            |
| Karnej Šomron    | 7102                     | 1976         | místní rada    |            |
| Kedumim          | 4323                     | 1975         | místní rada    |            |
| Kirjat Netafim   | 910                      | 1983         | společná osada |            |
| Lešem            | součást osady Alej Zahav | 2013         | společná osada |            |
| Ma'ale Jisrael   | součást osady Barkan     | 1997         | společná osada |            |
| Nofim            | 690                      | 1986         | společná osada |            |
| Pedu'el          | 1682                     | 1984         | společná osada |            |
| Revava           | 2181                     | 1991         | společná osada |            |